# École communautaire
Une école communautaire représente une initiative au sein de la communauté qui vise à offrir un soutien éducatif supplémentaire aux enfants qui fréquentent déjà des écoles ordinaires. Ces établissements sont généralement conçus pour enseigner spécifiquement des langues, des aspects culturels et religieux propres aux enfants issus de minorités ethniques. 

## Écoles communautaires par origine ethnique

### Écoles communautaires noires au Royaume-Uni
Dans les années 1960, un mouvement en faveur des écoles communautaires noires a émergé au Royaume-Uni, initialement au sein des communautés afro-caribéennes, puis parmi d'autres communautés africaines. Ce mouvement a été déclenché à la suite de la fuite d'un rapport de l'Inner London Education Authority, qui révélait que les enfants issus d'immigrants antillais étaient étiquetés comme étant « Éducablement Sous-Normaux »,. 
En 1971, Bernard Coard, éducateur, a publié son livre "How the West Indian Child is Made Educationally Sub-normal in the British School System," qui a inspiré les parents à créer des écoles communautaires le samedi pour soutenir l'éducation de leurs enfants,. Le mouvement des écoles communautaires noires a été initié en réponse à la conviction que le racisme avait un impact négatif sur l'éducation des enfants des communautés afro-caribéennes. Ces écoles ont été créées dans le but principal de fournir une éducation de base solide et de promouvoir un programme culturel spécifique. L'Institut George Padmore conserve des archives de documents relatifs à ce mouvement. 

### Écoles communautaires japonaises dans le monde
Les Hoshū jugyō kō sont des écoles japonaises communautaires dans les pays développés d'outre-mer soutenues par le ministère japonais de l'Éducation, de la Culture, des Sports, de la Science et de la Technologie. 